# Lingwulong
Lingwulong – rodzaj zauropoda żyjącego ok. 175 mln lat temu w środkowej jurze na terenach dzisiejszych północnych Chin w Azji Wschodniej; jego gatunek typowy, Lingwulong shenqi, znany z mózgoczaszki, sklepienia czaszki i kości potylicznej oraz kilku zębów, jest najstarszym znanym diplodokokształtnym dikreozaurem, co obaliło hipotezę o izolacji tej części Pangei od reszty lądów w okresie 150–180 milionów lat temu.